# Nobile Teatro di San Giacomo di Corfù

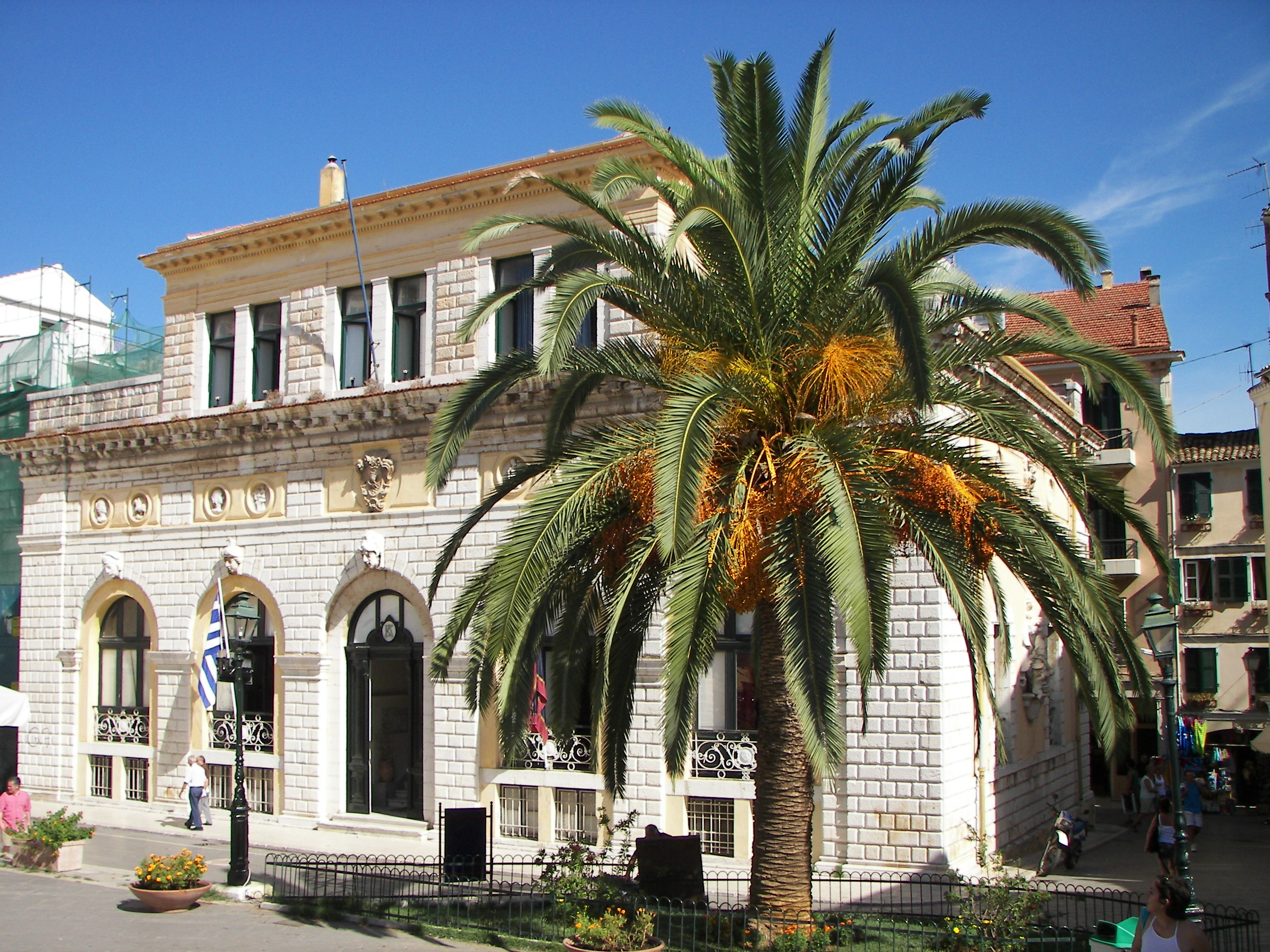
Teatro di San Giacomo (adesso sede del Municipio di Corfù)

Il Nobile Teatro di San Giacomo di Corfù o semplicemente Teatro di San Giacomo, era un teatro di Corfù, in Grecia, che divenne il centro dell'opera greca tra il 1733 e il 1893. Nonostante le sue origini provinciali, attrasse musicisti e compositori italiani, molti dei quali divennero residenti permanenti di Corfù e contribuirono alla scena musicale locale. Il teatro ha agito da catalizzatore in questa interazione culturale e ha dato slancio allo sviluppo della Scuola di Musica Ionica. Il compositore locale Nikolaos Halikiopoulos Mantzaros era l'artefice principale della sinergia tra la tradizione musicale italiana e quella tradizionale di Corfù.

## Storia
Il Nobile Teatro di San Giacomo prende il nome da una cattedrale cattolica di Corfù. Istituito durante la Repubblica di Venezia nel 1693 come luogo di ritrovo della nobiltà veneziana, fu convertito in teatro nel 1720 e divenne il primo teatro moderno a essere istituito in Grecia. Inizialmente il teatro ha messo in scena rappresentazioni teatrali ma nel 1733 un'opera è stata rappresentata per la prima volta lì. L'opera era Gerone, tiranno di Siracusa di A. Aurelli. Le opere furono continuamente messe in scena soprattutto tra il 1771 e il 1892 quando il teatro fu convertito in municipio.

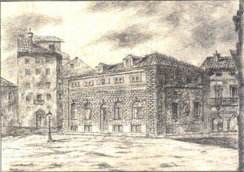
Il Teatro Comunale di Corfù, che all'inizio del XX secolo sostituì il leggendario Teatro Nobile di San Giacomo (che fu convertito in Municipio). Questa fotografia mostra il teatro prima del bombardamento della Luftwaffe del 1943 e la sua successiva distruzione durante la seconda guerra mondiale.

La tradizione musicale stabilita dal teatro è particolarmente importante per la storia della musica greca moderna poiché ha contribuito a stabilire una presenza musicale greca in un momento in cui lo Stato greco non esisteva nemmeno. Il teatro ha messo in scena il tipo di opera comica conosciuta come opera buffa che era meno elaborata e quindi più economica della vera e propria opera seria. I musicisti d'opera di San Giacomo provenivano principalmente dal sud Italia.
Il teatro dell'opera ha funzionato durante i periodi di sconvolgimento senza sosta come, ad esempio, durante l'arrivo dei francesi nel 1797 anno della caduta della Repubblica di Venezia. Nel 1799, durante l'assedio russo-ottomano, il teatro continuò le sue esibizioni anche se la compagnia operistica straniera non fu in grado di lasciare l'isola a causa del blocco. Lo spettacolo in un momento così difficile fu usato come mezzo per la propaganda e per migliorare il morale della popolazione.
Il teatro ha attirato molti musicisti professionisti italiani che vennero a Corfù come insegnanti, compositori e interpreti. Ciò ebbe l'effetto di generare un apprezzamento per la musica tra gli abitanti dell'isola portando gradualmente alla comparsa dei primi professionisti della musica Corfiota che, a loro volta, divennero i primi musicisti professionisti della Grecia moderna. Spyridon Xyndas, per esempio, scrisse l'opera greca O ypopsifios (Il candidato parlamentare) che divenne la prima opera composta su un libretto esclusivamente greco e fu eseguita a San Giacomo nel 1867.
Secondo la tradizione orale, gli attori lirici che ebbero successo nel teatro si sarebbero distinti con l'acclamato applaudito a Corfú ("applaudito a Corfù") come tributo al gusto musicale discriminante del pubblico dell'isola.
Il teatro fu successivamente sostituito dal Teatro Comunale di Corfù nel 1902. Il Teatro Comunale e i suoi archivi storici, molti dei quali appartenevano al Teatro di San Giacomo, furono distrutti durante un bombardamento della Luftwaffe nel 1943.